# Че (река)
Че — река в России, протекает по Лоухскому району Карелии.
Протекает через озеро Че. Впадает в губу Че Верхнего Кумозера, из которого вытекает Верхняя Куземка. Длина реки составляет 16 км.

## Данные водного реестра
По данным государственного водного реестра России относится к Баренцево-Беломорскому бассейновому округу, водохозяйственный участок реки — реки бассейна Белого моря от западной границы бассейна реки Нива до северной границы бассейна реки Кемь, без реки Ковда. Речной бассейн реки — бассейны рек Кольского полуострова и Карелии, впадает в Белое море.
Код объекта в государственном водном реестре — 02020000712102000002254.